# Heiås
Heiås es una localidad de la provincia de Østfold en la región de Østlandet, Noruega. A 1 de enero de 2017 tenía una población estimada de 837 habitantes.
Se encuentra ubicada al sureste del país, cerca de la ribera oriental del fiordo de Oslo y de la frontera con Suecia.